# Cuco Valoy

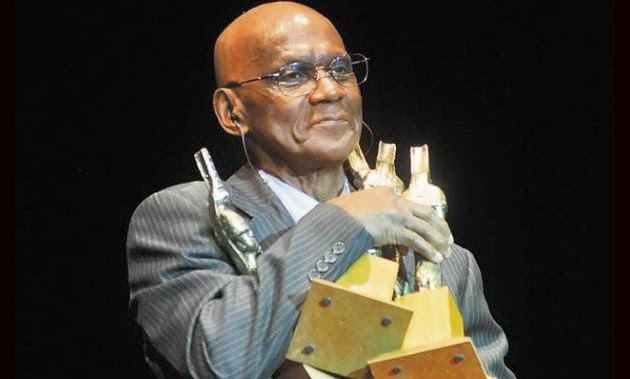
Cuco Valoy

Cuco Valoy (* 1937 in Manoguayabo bei Santo Domingo) ist ein dominikanischer Sänger, auch bekannt als El Brujo („der Zauberer“).

## Leben
In seiner Kindheit besucht Valoy das nationale Konservatorium. Danach studierte er Musik. Ende der 1950er Jahre begann seine Karriere mit der Gruppe Los Ahijados und seinem Bruder Martín. Sie ließen sich vom Son Cubano inspirieren.
Während der Sechziger gründete er die Radiostation Radio Tropical und das Label Tropical, mit denen er dominikanische Musiker unterstützen konnte.
1975 gründete Cuco Valoy das Orchester Los Virtuosos (oder La Tribu) bestehend aus 12 Musikern, die in ihrem Repertoire unter anderem Salsa- und Merenguestücke hatten. Zwei seiner Söhne spielten dort mit vor allem sein Sohn Ramón Orlando, der es ab 1980 führte. Los Virtuosos nahmen eine Reihe von Alben für die Labels Discolor und Kubaney auf.
Der Sänger ist auch in Kolumbien bekannt, wo er vier Mal den Congo de Oro gewann.
Valoy schrieb im Laufe seiner Karriere an die 300 Lieder und brachte um die 40 Alben heraus.

## Kompilationen
- 1993: Bien Sobao/Y Lo Virtuoso (Kubaney)
- 1993: Lo Mejor de Cuco Valoy (Kubaney)
- 1993: Lo Mejor de Cuco Valoy, Vol. 2 (Kubaney)
- 1995: Época de Oro (Kubaney)
- 1996: Disco de Oro (Kubaney)
- 2003: Gold (Edenways)
- 2004: Intacto (Kubaney)
- 2004: Grandes Soneros de la Época
- 2007: Sonero y Valor
- 2008: Reserva Musical
- 2009: La Piedra